# Max Heyna
Max Heyna (* 21. Oktober 1903 in Rawitsch; † November 1992 in Baden-Baden) war ein deutscher Offizier in der Luftwaffe der Wehrmacht und später der Luftwaffe der Bundeswehr. Er ging als Brigadegeneral in den Ruhestand.

## Leben
Heyna, Sohn eines Stadtinspektors, trat am 1. November 1923 in die Kraftfahrtruppe der Reichswehr ein und wurde 1926 zum Leutnant befördert.
Am 11. November 1933 wechselte er zur noch nicht offiziell gegründeten Luftwaffe und nahm bis zum 27. Februar 1934 einen Beobachterlehrgang an der Beobachterschule in Braunschweig auf. Anschließend wechselte er zur Großen Kampffliegerschule nach Lechfeld. 1934 folgte die Beförderung zum Hauptmann und ab dem 3. Juni 1935 zur Luftkriegsschule II nach Berlin-Gatow. 1935/36 absolvierte er seine Flugzeugführerausbildung.
Ab 1. November 1935 absolvierte er eine Generalstabsausbildung an der Lufttechnischen Akademie Berlin-Gatow und trat anschließend eine Stelle im Reichsluftfahrtministerium an. Am 7. März 1939 übernahm er als Hauptmann den Posten eines Staffelkapitäns der 1. Staffel des Kampfgeschwaders 155, ab 1. Mai umbenannt in Kampfgeschwader 55. Ab dem 3. Juli wurde er Gruppenkommandeur der I. Gruppe des Kampfgeschwaders 55 mit der gleichzeitigen Übernahme der Funktion eines Kommandanten des Fliegerhorstes Langendiebach.
Am 10. Januar 1940 wurde er abgelöst und in die Führerreserve versetzt, bevor er am 24. Mai eine Aufgabe im Stab des Luftgaukommandos Belgien übernahm. In den Folgejahren diente er im Stab des Luftgaukommandos II, des Luftwaffen-Befehlshaber Mitte, der Luftflotte 4 und des Luftgaukommando VIII. In diesem stieg er am 1. Juni 1943, als Oberstleutnant, zum Chef des Stabes auf. Diese Funktion übte er anschließend auch im Feld-Luftgaukommando XXV aus, bevor er am 9. August 1944 erneut in die Führerreserve versetzt wurde. Gegen Kriegsende wurde er im Stab der Luftflotte 3 als Oberst eingesetzt.
Nachdem er 1956 in die Bundeswehr eintrat, wurde er am 31. Januar 1958 zum Brigadegeneral befördert. Er leitete bis 1957 die Unterabteilung VI C Logistik in der Abteilung für Luftwaffe beim Bundesverteidigungsministerium in Bonn. Anschließend war er bis 1959 Unterabteilungsleiter im Führungsstab der Luftwaffe. Sein Nachfolger in dieser Position war Kurt Kuhlmey.
Heyna war verheiratet.

## Auszeichnungen
- 19. September 1941: Eisernes Kreuz I. Klasse
- 21. Dezember 1942: Deutsches Kreuz in Silber
- 6. Juli 1962: Großes Verdienstkreuz des Verdienstordens der Bundesrepublik Deutschland